# Лайм-Спрінгс (Айова)
Лайм-Спрінгс (англ. Lime Springs) — місто (англ. city) в США, в окрузі Говард штату Айова. Населення — 473 особи (2020).

## Географія
Лайм-Спрінгс розташований за координатами 43°26′59″ пн. ш. 92°17′3″ зх. д. / 43.44972° пн. ш. 92.28417° зх. д. (43.449847, -92.284082).  За даними Бюро перепису населення США в 2010 році місто мало площу 2,64 км², уся площа — суходіл.

### Клімат
| Клімат : Лайм-Спрінгс   | Клімат : Лайм-Спрінгс | Клімат : Лайм-Спрінгс | Клімат : Лайм-Спрінгс | Клімат : Лайм-Спрінгс | Клімат : Лайм-Спрінгс | Клімат : Лайм-Спрінгс | Клімат : Лайм-Спрінгс | Клімат : Лайм-Спрінгс | Клімат : Лайм-Спрінгс | Клімат : Лайм-Спрінгс | Клімат : Лайм-Спрінгс | Клімат : Лайм-Спрінгс | Клімат : Лайм-Спрінгс |
| Показник                | Січ.                  | Лют.                  | Бер.                  | Квіт.                 | Трав.                 | Черв.                 | Лип.                  | Серп.                 | Вер.                  | Жовт.                 | Лист.                 | Груд.                 | Рік                   |
| Абсолютний максимум, °C | 15,0                  | 17,2                  | 28,3                  | 32,8                  | 33,9                  | 37,8                  | 38,9                  | 38,3                  | 36,7                  | 33,3                  | 23,9                  | 16,7                  | 38,9                  |
| Середній максимум, °C   | −5                    | −2,2                  | 5,0                   | 13,9                  | 20,6                  | 25,6                  | 27,8                  | 26,7                  | 22,2                  | 15,0                  | 5,6                   | −2,8                  | 12,8                  |
| Середня температура, °C | −10                   | −7,2                  | −0,6                  | 7,2                   | 13,9                  | 19,4                  | 21,7                  | 20,6                  | 15,6                  | 8,3                   | 0,6                   | −7,2                  | 6,9                   |
| Середній мінімум, °C    | −15                   | −12,8                 | −6,1                  | 0,6                   | 6,7                   | 12,8                  | 15,0                  | 13,9                  | 8,3                   | 1,7                   | −5                    | −12,2                 | 0,7                   |
| Абсолютний мінімум, °C  | −37,2                 | −37,8                 | −33,9                 | −18,3                 | −6,1                  | 1,1                   | 4,4                   | 1,1                   | −4,4                  | −12,2                 | −26,7                 | −34,4                 | −37,8                 |
| Норма опадів, мм        | 25                    | 25                    | 48                    | 89                    | 104                   | 132                   | 114                   | 135                   | 97                    | 64                    | 53                    | 36                    | 922                   |
| ----------------------- | --------------------- | --------------------- | --------------------- | --------------------- | --------------------- | --------------------- | --------------------- | --------------------- | --------------------- | --------------------- | --------------------- | --------------------- | --------------------- |
| Джерело: weather.com    |                       |                       |                       |                       |                       |                       |                       |                       |                       |                       |                       |                       |                       |

## Демографія
Згідно з переписом 2010 року, у місті мешкало 505 осіб у 238 домогосподарствах у складі 143 родин. Густота населення становила 192 особи/км².  Було 253 помешкання (96/км²).
Расовий склад населення:
| - 99,4 % — білих - 0,4 % — азіатів - 0,2 % — корінних американців |

До двох чи більше рас належало 0,0 %. Частка іспаномовних становила 0,4 % від усіх жителів.
За віковим діапазоном населення розподілялося таким чином: 23,4 % — особи молодші 18 років, 54,0 % — особи у віці 18—64 років, 22,6 % — особи у віці 65 років та старші. Медіана віку мешканця становила 45,4 року. На 100 осіб жіночої статі у місті припадало 98,0 чоловіків;  на 100 жінок у віці від 18 років та старших — 94,5 чоловіків також старших 18 років.
Середній дохід на одне домашнє господарство  становив 50 072 долари США (медіана — 48 056), а середній дохід на одну сім'ю — 66 032 долари (медіана — 60 893). За межею бідності перебувало 10,7 % осіб, у тому числі 28,3 % дітей у віці до 18 років та 5,1 % осіб у віці 65 років та старших.
Цивільне працевлаштоване населення становило 214 особи. Основні галузі зайнятості: освіта, охорона здоров'я та соціальна допомога — 19,6 %, виробництво — 19,2 %, роздрібна торгівля — 14,5 %.